# Bausch Health
Bausch Health (ehemals Valeant Pharmaceuticals International) ist ein international tätiges pharmazeutisches Unternehmen mit Hauptsitz in Laval in der Provinz Québec nahe Montreal (Kanada). Bausch Health wird an der Börse von Toronto (TSX) und an der New Yorker Börse (NYSE) jeweils unter dem Symbol „BHC“ gehandelt. Es erforscht, entwickelt und produziert Pharmazeutika und vermarktet patentgeschützte Arzneimittel, Generika und rezeptfreie Arzneimittel in den Indikationsbereichen Dermatologie und Augenheilkunde.
Das Unternehmen wurde 1960 gegründet und erzielte 2013 mit 7.500 Mitarbeitern einen weltweiten Umsatz von ca. 5,8 Mrd. US-Dollar.
Der schwedische Pharmakonzern Meda AB erwarb im Jahre 2008 Geschäftsbereiche von Valeant in West- und Osteuropa für 392 Millionen US-Dollar. Dadurch existiert u. a. auch keine deutsche Tochtergesellschaft mehr. Die ehemaligen Valeant-Produkte werden in Deutschland zwischenzeitlich von der MEDA Pharma Deutschland (Bad Homburg) vertrieben.
Im Jahre 2010 verschmolz Valeant mit dem ebenfalls kanadischen Pharmazeutik-Konzern Biovail, dabei wurde die Biovail Corporation in Valeant umbenannt. Im Mai 2013 wurde das US-amerikanische Unternehmen Bausch & Lomb an Valeant verkauft. 2015 gab das Unternehmen bekannt, den Wettbewerber Salix Pharmaceuticals für 14,5 Mrd. US-Dollar zu übernehmen. Dies ist für Valeant der größte Zukauf der Firmengeschichte.
Im August gaben Valeant und Sprout Pharmaceuticals bekannt, dass man sich auf eine Übernahme von Sprout durch Valeant geeinigt habe. Im vierten Quartal des Jahres solle eine Tochterfirma von Valeant für rund eine Milliarde US-Dollar das Unternehmen Sprout übernehmen. Sprout war zur gleichen Zeit mit dem Medikament Addyi („Viagra für die Frau“) ins mediale Interesse getreten.
Am 21. Oktober 2015 geriet Valeant in den Verdacht, seine Bilanzen manipuliert zu haben. Die Aktie verlor daraufhin 40 Prozent ihres Wertes und wurde kurzzeitig vom Handel ausgesetzt. Der Kursverlust von Mitte September 2015 bis April 2017 liegt bei mehr als 95 Prozent. In Folge des Bilanzskandals wurde 2016 die Konzernführung ausgewechselt und im Juli 2018 der Name zu Bausch Health Companies geändert.